# 亞洲青棒錦標賽
亞洲青棒錦標賽（U-18 Asian Baseball Championship）是由亞洲棒球總會（Baseball Federation of Asia，BFA）所舉辦的國際棒球賽事，參加的選手限於16歲至18歲。從1994年開始舉辦，每兩年舉行一次，第4屆（2001年）起改由奇數年舉行。
此賽事自2016年起具備棒球積分，日本、韓國與中華民國為此賽事的主要獲獎者，並且被正式定位為隔年WBSC U18 世界盃的資格賽。

## 歷屆賽事
| 屆次     | 年分   | 主辦     | 舉辦城市       | 參賽隊數 | 獲勝隊伍 | 獲勝隊伍 | 獲勝隊伍 |
| 屆次     | 年分   | 主辦     | 舉辦城市       |          | 冠軍     | 亞軍     | 季軍     |
| -------- | ------ | -------- | -------------- | -------- | -------- | -------- | -------- |
| 第一屆   | 1994年 | 澳洲     | 布里斯本       | 4        | 日本     | 澳洲     | 中華台北 |
| 第二屆   | 1996年 | 菲律賓   | 馬尼拉         | 8        | 韓國     | 中華台北 | 日本     |
| 第三屆   | 1998年 | 日本     | 大阪           | 8        | 日本     | 中華台北 | 韓國     |
| 第四屆   | 2001年 | 中華民國 | 臺北           | 8        | 中華台北 | 日本     | 韓國     |
| 第五屆   | 2003年 | 泰國     | 曼谷           | 7        | 韓國     | 中華台北 | 日本     |
| 第六屆   | 2005年 | 韓國     | 仁川           | 7        | 日本     | 韓國     | 中華台北 |
| 第七屆   | 2007年 | 中華民國 | 臺中           | 6        | 中華台北 | 韓國     | 日本     |
| 第八屆   | 2009年 | 韓國     | 首爾           | 6        | 韓國     | 中華台北 | 日本     |
| 第九屆   | 2011年 | 日本     | 橫濱           | 8        | 日本     | 韓國     | 中華台北 |
| 第十屆   | 2014年 | 泰國     | 曼谷           | 8        | 韓國     | 日本     | 中華台北 |
| 第十一屆 | 2016年 | 中華民國 | 臺中           | 7        | 日本     | 中華台北 | 韓國     |
| 第十二屆 | 2018年 | 日本     | 宮崎           | 8        | 韓國     | 中華台北 | 日本     |
| -        | 2020年 | 中華民國 | 高雄           | 未舉行   | 未舉行   | 未舉行   | 未舉行   |
| 第十三屆 | 2024年 | 中華民國 | 臺北 桃園 新北 | 8        | 中華台北 | 日本     | 韓國     |

1. ↑  該屆賽事原定於2020年9月，但由於新冠肺炎疫情影響，二度延期至2020年12月、2021年4月，最後於2021年3月時確定取消賽事。[1]

## 獎牌榜
| 排名 | 国家／地区 | 金牌 | 银牌 | 铜牌 | 總數 |
| ---- | ---------- | ---- | ---- | ---- | ---- |
| 1    | 日本       | 5    | 3    | 5    | 13   |
| 2    |            | 5    | 3    | 4    | 12   |
| 3    | 中華臺北   | 3    | 6    | 4    | 13   |
| 4    |            | 0    | 1    | 0    | 1    |

## 外部連結
- 亞洲青棒錦標賽在台灣棒球維基館上的頁面（繁體中文）